# بيرني ماك
بيرني ماك (بالإنجليزية: Bernie Mac) ممثل أمريكي (5 أكتوبر 1957 - 9 اغسطس 2008). اشتهر بعروضه الكوميدية ولغته الساخرة الصريحة، وكان من أشد أنصار مرشح الرئاسة الديمقراطى باراك أوباما،. وقد قدم الممثل الكوميدى الراحل ما يقرب من 100 حلقة من برنامج بيرني ماك شو، الذي كانت تذيعه قناة فوكس في الفترة من 2001 وحتى 2006 وحقق شهرة واسعة، وأعلن في أحد لقاءاته التليفزيونية عام 2007، عزمه الاعتزال مبكرا ليبدأ في إنتاج أفلامه وبرامجه الخاصة.
نشأ الممثل الكوميدى ماك في حى فقير للسود بشيكاغو، واستطاع بموهبته في الأداء الكوميدى أن يحقق نجاحات وشهرة كبيرتين أدت إلى ترشيحه لعدد من جوائز جولدن جلوب وإيمي.

## وفاته
توفي يوم السبت 9 أغسطس 2008 عن عمر يناهز 50 عاما، بسبب مضاعفات إصابته بذات الرئة.

## مواقع خارجية
- بيرني ماك على موقع IMDb (الإنجليزية)
- بيرني ماك على موقع روتن توميتوز (الإنجليزية)
- بيرني ماك على موقع قاعدة بيانات الأفلام العربية
- بيرني ماك على موقع ألو سيني (الفرنسية)
- بيرني ماك على موقع ميوزك برينز (الإنجليزية)
- بيرني ماك على موقع أول موفي (الإنجليزية)
- بيرني ماك على موقع بوكس أوفيس موجو (الإنجليزية)
- بيرني ماك على موقع قاعدة بيانات الأفلام السويدية (السويدية)
- بيرني ماك على موقع إن إن دي بي (الإنجليزية)
- بيرني ماك على موقع ديسكوغز (الإنجليزية)